# Macon County (Missouri)
Macon County is een county in de Amerikaanse staat Missouri.
De county heeft een landoppervlakte van 2.082 km² en telt 15.762 inwoners (volkstelling 2000). De hoofdplaats is Macon.